# Good Souls
Good Souls è un singolo del gruppo musicale inglese Starsailor, pubblicato nel 2001 ed estratto dall'album Love Is Here.

## Tracce
- CD

1. Good Souls
2. The Way Young Lovers Do
3. Good Souls (Echoboy remix)
4. Good Souls (video)

- 7"

1. Good Souls
2. The Way Young Lovers Do